# Julius Diedrich Meyer

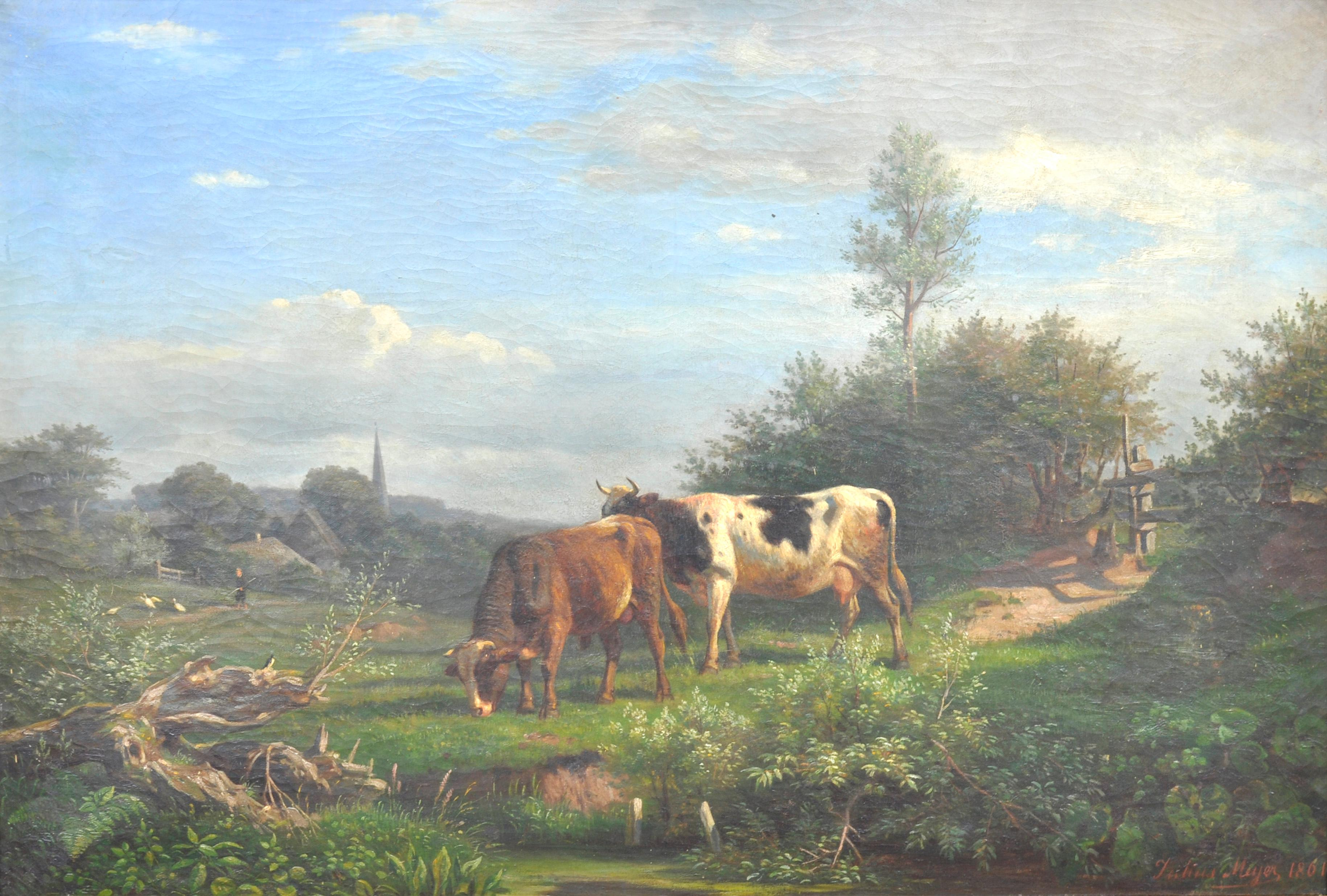
Julius Diedrich Meyer: Dorflandschaft mit zwei Rindern auf der Weide

Julius Diedrich Meyer (* 15. September 1833 in Hamburg; † nach 1860) war ein deutscher Landschafts- und Tiermaler der Düsseldorfer Schule.

## Leben
Meyer war Schüler von Günther Gensler in Hamburg. 1852/1853 besuchte er die Kunstakademie Düsseldorf. Dort war der Landschaftsmaler Johann Wilhelm Schirmer sein Lehrer. Meyer wirkte als Landschafts- und Tiermaler in seiner Vaterstadt, wo er dem Hamburger Künstlerverein von 1832 angehörte.